# Framranten
Framranten (norwegisch für Vorspringender Hügel) ist eine felsige Landspitze im ostantarktischen Königin-Maud-Land. Sie erstreckt sich vom Hügel Kuvungen in nordwestlicher Richtung nahe dem südwestlichen Ende der Kirwanveggen.
Norwegische Kartografen, welche die Landspitze auch benannten, nahmen anhand von Luftaufnahmen und Vermessungen der Norwegisch-Britisch-Schwedischen Antarktisexpedition (1949–1952) und Luftaufnahmen der Dritten Norwegischen Antarktisexpedition (1956–1960) eine Kartierung vor.